# Neuville-Day
Neuville-Day är en kommun i departementet Ardennes i regionen Grand Est (tidigare regionen Champagne-Ardenne) i nordöstra Frankrike. Kommunen ligger  i kantonen Tourteron som ligger i arrondissementet Vouziers. År 2022 hade Neuville-Day 170 invånare.

## Befolkningsutveckling
Antalet invånare i kommunen Neuville-Day
Referens: INSEE